# Contea di Coke
La contea di Coke (in inglese Coke County) è una contea dello Stato del Texas, Stati Uniti.
La contea copre una superficie di 2403 km² e la popolazione al censimento del 2010 era di 3 320 abitanti. Il capoluogo di contea è Robert Lee. La contea prende il nome dal 15º governatore del Texas, Richard Coke, ed è stata fondata nel 1889. La contea di Coke in passato era una delle 46 contee del Texas a vietare la vendita assoluta di un qualsiasi tipo di alcolico; nel 2005 ha poi approvato una legge che consenta la vendita di birra e vino.

## Storia
Dal 1700 al 1870 vagavano nella zona Comanche, Tonkawa, Lipan Apache, Kickapoo, e Kiowa. Queste tribù si stabilirono nei fiumi e nelle valli, lasciando dietro di sé i manufatti e le cache di semi, attrezzi, luoghi di sepoltura, petroglifi, conchiglie di fiume, tacchini e ossa di cervi, coltelli di selce e raschiatoi.

## Geografia fisica
| Anno | Popolazione | ±%     |
| ---- | ----------- | ------ |
| 1890 | 2,059       |        |
| 1900 | 3,430       | 66.6%  |
| 1910 | 6,412       | 86.9%  |
| 1920 | 4,557       | −28.9% |
| 1930 | 5,253       | 15.3%  |
| 1940 | 4,590       | −12.6% |
| 1950 | 4,045       | −11.9% |
| 1960 | 3,589       | −11.3% |
| 1970 | 3,087       | −14.0% |
| 1980 | 3,196       | 3.5%   |
| 1990 | 3,424       | 7.1%   |
| 2000 | 3,864       | 12.9%  |
| 2010 | 3,320       | −14.1% |

Secondo l'Ufficio del censimento degli Stati Uniti d'America la contea ha un'area totale di 928 miglia quadrate (2400 km²), di cui 911 miglia quadrate (2360 km²) sono terra, mentre 17 miglia quadrate (44 km², corrispondenti all'1,8% del territorio) sono costituiti dall'acqua.

### Strade principali
- U.S. Highway 277
- State Highway 158
- State Highway 208

### Contee adiacenti
- Nolan County (nord)
- Runnels County (est)
- Tom Green County (sud)
- Sterling County (ovest)
- Mitchell County (nord-ovest)